# Ананий Деркоски
Ананий (на гръцки: Ανανίας) е гръцки духовник, митрополит на Вселенската патриаршия от XVIII век.

## Биография
Роден е в село Каливия, Коринт, днес Археа Фенеос. Работи като учител в Патриаршеската академия на Константинопол. На 23 ноември 1753 година е избран и по-късно ръкоположен за митрополит на Анхиало. През февруари 1773 година е избран за митрополит на Деркос. Умира на 26 март 1791 година.